# Hypolycaena coerula
Hypolycaena coerula är en fjärilsart som beskrevs av Aurivillius 1895. Hypolycaena coerula ingår i släktet Hypolycaena och familjen juvelvingar. Inga underarter finns listade i Catalogue of Life.